# Javier Chevantón
Ernesto Javier Chevantón Espinosa (født 12. august 1980 i Juan Lacaze, Uruguay) er en uruguayansk tidligere fodboldspiller (angriber).
Chevantón spillede gennem sin karriere 22 kampe og scorede syv mål for det uruguayanske landshold. Han debuterede for holdet 13. juli 2001 i et Copa América-opgør mod Bolivia. Han sidste landskamp var en VM-kvalifikationskamp mod ærkerivalerne Argentina 11. oktober 2008.
På klubplan spillede Chevantón størstedelen af sin karriere i Europa, hvor han blandt andet repræsenterede italienske Lecce og Atalanta, franske AS Monaco og Sevilla FC fra Spanien. Han havde også ophold i hjemlandet hos Danubio og Liverpool Montevideo.